# Cololejeunea obcordata
Cololejeunea obcordata là một loài Rêu trong họ Lejeuneaceae. Loài này được (Austin) Tixier mô tả khoa học đầu tiên năm 1985.